# Euphranta ochrosiae
Euphranta ochrosiae är en tvåvingeart som beskrevs av Albany Hancock och Drew 2003. Euphranta ochrosiae ingår i släktet Euphranta och familjen borrflugor. Inga underarter finns listade i Catalogue of Life.